# Stanko Mršić
Stanko Mršić (Imotski, 12. rujna 1955.), hrvatski nogometni trener.

## Igračka karijera
Igračku karijeru proveo je u Mračaju, Splitu, Hajduku i Dinamu Vinkovci.
Statistika u Hajduku
| Natjecanje        | Nastupi | Zgoditci |
| ----------------- | ------- | -------- |
| Prvenstvo         | 0       | 0        |
| Kup               | 0       | 0        |
| Superkup          | 0       | 0        |
| Međunarodne       | 0       | 0        |
| Splitski podsavez | 0       | 0        |
| Ukupno            | 0       | 0        |
| Prijateljske      | 8       | 0        |
| Sveukupno         | 8       | 0        |

## Trenerska karijera
Samostalnu trenersku karijeru započeo je 1993. u Vinkovcima, a osim Cibalije, trenirao je i druge prvoligaše (Zadar, Šibenik, Varteks, Osijek i Međimurje). Godine 1995. završio je višu trenersku školu.
Osim Prve HNL proveo je nekoliko sezona kao trener u Drugoj, Trećoj ligi te u BiH Premijer ligi gdje je vodio Posušje.
31. ožujka 2012. godine preuzeo je trenerski položaj u NK Osijeku.
U povijesti 1. HNL rekorder je među trenerima po broju utakmica u funkciji trenera, u 388 utakmica bio je evidentiran kao trener jedne od momčadi na nekoj prvoligaškoj utakmici.
Nakon poraza od zagrebačkog Dinama 15. veljače 2014. Stanko dobiva otkaz u RNK Splitu.
Nakon RNK Splita, Stanko Mršić preuzima HNK Cibaliu, treći put u svojoj trenerskoj karijeri.

## Poveznice
- Imotska krajina
- Mršić

## Vanjske poveznice
- transfermarkt.co.uk
- Iza njega je 400 utakmica, a tek mu je 55 godina  Arhivirana inačica izvorne stranice od 20. veljače 2010. (Wayback Machine)